# Might and Magic
Might and Magic (также Might & Magic, сокр. MM; в рос. изданиях «Меч и Магия») — серия компьютерных ролевых игр, созданная Джоном Ваном Канегемом и его компанией-разработчиком New World Computing, выпустившей первую игру этой серии Might and Magic Book One: The Secret of the Inner Sanctum в 1986 году. В 1996 году New World Computing была приобретена компанией The 3DO Company, с того момента выступающая как издатель игр Might and Magic.
Ранние игры серии Might and Magic выделялись среди многих других игр в жанре фэнтези тем, что в ней присутствуют элементы научной фантастики. Большой популярности серия добилась благодаря своему спин-оффу — серии пошагово-стратегических игр Heroes of Might and Magic. Основная серия Might and Magic являет собой ещё и название вымышленной вселенной, в которой также происходит действие серии Heroes of Might and Magic и других игр спин-оффов.
В 2003 году компания 3DO объявила себя банкротом, и права на серию Might and Magic выкупила французская компания Ubisoft. Начиная с 2006 года Ubisoft продолжила выпуск игр под маркой Might and Magic, начиная с Heroes of Might and Magic V и Dark Messiah of Might and Magic. После приобретения бренда компанией Ubisoft его новым креативным директором стал Эрван Ле Бретон. Действие сюжета новых игр серии было перенесено в другую вымышленную вселенную — фэнтезийный мир Асхан, который не имеет элементов научной фантастики и не связан с сюжетом предыдущих игр серии.

## Игры
| 1986 | 1: The Secret of the Inner Sanctum |
| 1987 |                                    |
| 1988 | 2: Gates to Another World          |
| 1989 |                                    |
| 1990 |                                    |
| 1991 | 3: Isles of Terra                  |
| 1992 | 4: Clouds of Xeen                  |
| 1993 | 5: Darkside of Xeen                |
| 1994 | World of Xeen                      |
| 1995 |                                    |
| 1996 |                                    |
| 1997 |                                    |
| 1998 | 6: The Mandate of Heaven           |
| 1999 | 7: For Blood and Honor             |
| 2000 | 8: Day of the Destroyer            |
| 2001 |                                    |
| 2002 | 9: Writ of Fate                    |
| 2003 |                                    |
| 2004 |                                    |
| 2005 |                                    |
| 2006 |                                    |
| 2007 |                                    |
| 2008 |                                    |
| 2009 |                                    |
| 2010 |                                    |
| 2011 |                                    |
| 2012 |                                    |
| 2013 |                                    |
| 2014 | 10: Legacy                         |

### Основная серия
- Might and Magic Book One: The Secret of the Inner Sanctum (1986; Apple II, Macintosh, MS-DOS, C64, NES, MSX, TG-16)
- Might and Magic II: Gates to Another World (1988; Apple II, Amiga, Macintosh, MS-DOS, C64, MSX, TG-16, Sega Mega Drive)
- Might and Magic III: Isles of Terra (1991; MS-DOS, Macintosh, Amiga, SNES, Sega Mega Drive, Sega CD, TG-16)
- Might and Magic IV: Clouds of Xeen (1992; MS-DOS, Macintosh)
- Might and Magic V: Darkside of Xeen (1993; MS-DOS, Macintosh)
  - Might and Magic: World of Xeen (1994; MS-DOS, Macintosh)
- Might and Magic VI: The Mandate of Heaven (1998; Windows)
- Might and Magic VII: For Blood and Honor (1999; Windows)
- Might and Magic VIII: Day of the Destroyer (2000; Windows)
- Might and Magic IX (2002; Windows)
- Might & Magic X: Legacy (2014; Windows)

### Спин-оффы
- Heroes of Might and Magic (серия, с 1995 года)
- Might and Magic: Swords of Xeen (1995)
- Crusaders of Might and Magic (1999)
- Arcomage (2000)
- Warriors of Might and Magic (2000)
- Legends of Might and Magic (2001)
- Shifters (2002)
- Might and Magic Mobile (2004)
- Dark Messiah of Might and Magic (2006)
- Might and Magic Mobile II (2007)
- Might & Magic: Clash of Heroes (2009)
- Might & Magic: Duel of Champions (2012)

### Связанные
- King’s Bounty (1990)
- Dragon_Rage[англ.] (2001)